# József Tuncsik
József Tuncsik (Debrecen, 23 de septiembre de 1949) es un deportista húngaro que compitió en judo.
Participó en los Juegos Olímpicos de Montreal 1976, obteniendo una medalla de bronce en la categoría de –63 kg. Ganó dos medallas en el Campeonato Europeo de Judo en los años 1976 y 1978.

## Palmarés internacional
| Juegos Olímpicos   | Juegos Olímpicos     | Juegos Olímpicos  | Juegos Olímpicos |
| Año                | Lugar                | Medalla           | Categoría        |
| ------------------ | -------------------- | ----------------- | ---------------- |
| 1976               | Montreal (Canadá)    | Medalla de bronce | –63 kg           |
| Campeonato Europeo |                      |                   |                  |
| Año                | Lugar                | Medalla           | Categoría        |
| 1976               | Kiev (URSS)          | Medalla de oro    | –63 kg           |
| 1978               | Helsinki (Finlandia) | Medalla de bronce | –65 kg           |